# Уорд, Энди
Энди Уорд (англ. Andy Ward, р. 28 сентября 1952, Эпсом, Великобритания) — британский барабанщик, а также один из основателей прог-рок-группы Camel.

## Группы
- 1968—1969 — The Brew
- 1971—1983 — Camel
- 1983 — Marillion
- середина 1980-х — много разных групп, включая такие, как Stogger Blegvad, Jeremy Harrington, Viv McAuliffe
- 1987—1988 — Skaboosh!
- 1990 — Mark Hewins' FF
- 1990 — Going Going
- 1991—1994 — Caravan Of Dreams
- 1994 — Mirage
- 1994—2002 — Bevis Frond
- 1995—1999 — Yukio Yung
- 2002 — Steve Adams Band